# سياسة أمنية
السياسة الأمنية هي تعريف لما يعنيه أن تكون آمنًا بالنسبة للنظام أو المنظمة أو أي كيان آخر. وبالنسبة للمنظمة، يتعامل هذا المصطلح مع القيود المفروضة على سلوكيات أفرادها، بالإضافة إلى القيود المفروضة على المنافسين من خلال آليات مثل الأبواب والأقفال والمفاتيح والجدران. وبالنسبة للأنظمة، تتعامل السياسة الأمنية مع القيود المفروضة على الوظائف والتدفق بين تلك الأنظمة، والقيود المفروضة على وصول الأنظمة الخارجية والمنافسين، بما في ذلك البرامج ووصول الأشخاص إلى البيانات.

## الأهمية
إذا كان من الضروري توفير الأمان، يكون من الضروري التحقق من تفعيل كل أجزاء السياسة الأمنية من خلال آليات تتسم بالقوة الكافية. وهناك العديد من المنهجيات المنظمة وإستراتيجيات تقييم المخاطر التي يمكن من خلالها التحقق من كمال السياسات الأمنية والتحقق من فرضها بشكل كامل. وفي الأنظمة المتطورة، مثل أنظمة المعلومات، يمكن أن تُقَسَّم السياسات إلى سياسات فرعية لتسهيل تخصيص الآليات الأمنية لفرض السياسات الفرعية. ومع ذلك، فإن هذه الممارسة لها عيوبها. فمن السهل للغاية التوجه مباشرة إلى السياسات الفرعية، التي تكون، بشكل جوهري، هي قواعد التشغيل والتعامل مع السياسة العليا. ويمنح ذلك الشعور الخاطئ بأن قواعد التشغيل تتعامل مع تعريف شامل ما للتأمين، في حين أنها لا تفعل ذلك. ونظرًا لأنه من الصعب للغاية التفكير بوضوح فيما يتعلق بالكمال الأمني، يتضح أن قواعد التشغيل التي تُوصَفُ على أنها «سياسات فرعية» بدون «سياسات فائقة لها» لا تكون متماسكة وتفشل في فرض أي شيء بشكل كامل. وبالتالي، تعد السياسة الأمنية عالية المستوى ضرورية لأي نظام أمني خطير، ولا يكون للسياسات الفرعية وقواعد التشغيل أي فائدة بدونها.